# El vampiro Armand
El vampiro Armand es una novela escrita por la escritora estadounidense Anne Rice en 1998. Es el 6º libro de las Crónicas vampíricas.

## Trama

### Introducción
Después de los sucesos en Memnoch el diablo, el vampiro Lestat de Lioncourt yace inconsciente en el suelo de la capilla de Dora, Parece estar incapacitado de comunicarse o despertar ante sus conocidos compañeros del aquelarre vampírico, en torno al cual gira la saga, y los vampiros desconocidos y sobrevivientes a la matanza de Akasha, en La reina de los condenados, Estos vampiros entran a la capilla para comprobar asombrados la existencia de Lestat. 
En este punto de la historia,  David Talbot pide al vampiro Armand que le relate su vida; Armand, un personaje conocido desde Entrevista con el vampiro (y que todos creían que había muerto al final de Memnoch el diablo), acepta la propuesta y le cuenta su historia. El relato abarca desde que era un niño mortal hasta que se inmoló al sol en un acto de desesperación en el final de Memnoch el diablo. Logró salvarse con la ayuda de dos jóvenes mortales, Benji y Sybelle, a los que ama y ha tomado de compañeros jurando protegerlos.

### Sinopsis
La novela relata la vida de Armand. Su nacimiento a finales del siglo XV e infancia en la Rus de Kiev, cuando se llamaba Andrei; el ser obligado por su padre a pintar, el deseo paterno de que permanezca en un monasterio pintando iconos; su secuestro por los tártaros para ser vendido como esclavo. Marius el romano lo compra en Constantinopla (Estambul) y lo lleva a su casa en Venecia, donde tiene un grupo de chicos a los que educa y enseña a pintar. Marius, aparentemente un refinado pintor maestro de la dama Bianca y en realidad un vampiro de 1500 años, le cambia el nombre, llamándolo Amadeo, y se enamora de él.
A los 17 años, el joven y hermoso Amadeo es convertido en vampiro por Marius cuando se encuentra al borde de la muerte. Un grupo de vampiros, integrantes de una secta satánica, queman la casa de Marius, que supuestamente muere en el incendio y secuestran a los jóvenes. Los llevan bajo la tierra, donde ellos viven. Este suceso es contado en el libro Sangre y oro desde la perspectiva de Marius.
El líder de la orden de vampiros cambia el nombre de Amadeo que, en adelante, será  Armand. Con el tiempo, Armand se convierte en el líder y, más adelante, en creador del Théâtre des Vampires. En el teatro se representan obras protagonizadas por los vampiros. El teatro y Armand aparecen en Entrevista con el vampiro con la llegada de Louis y Claudia a las catacumbas parisinas. 
Armand deja el Théâtre des Vampires a finales del siglo XIX para viajar con Louis a Nueva Orleans, donde se reencuentra con Bianca, a la que creía muerta en el incendio de la casa de Marius.
La novela comienza donde acaba Memnoch el diablo y explica lo que parecía la muerte de Armand (se inmola al sol tras ver el Velo manchado con la sangre de Jesús que Lestat trajo de su viaje por los infiernos, haciendo renacer sus sentimientos religiosos) y de la que es salvado por Benji y su protegida 
Sybelle.
- Datos: Q608875